# Нарезное орудие Уиарда

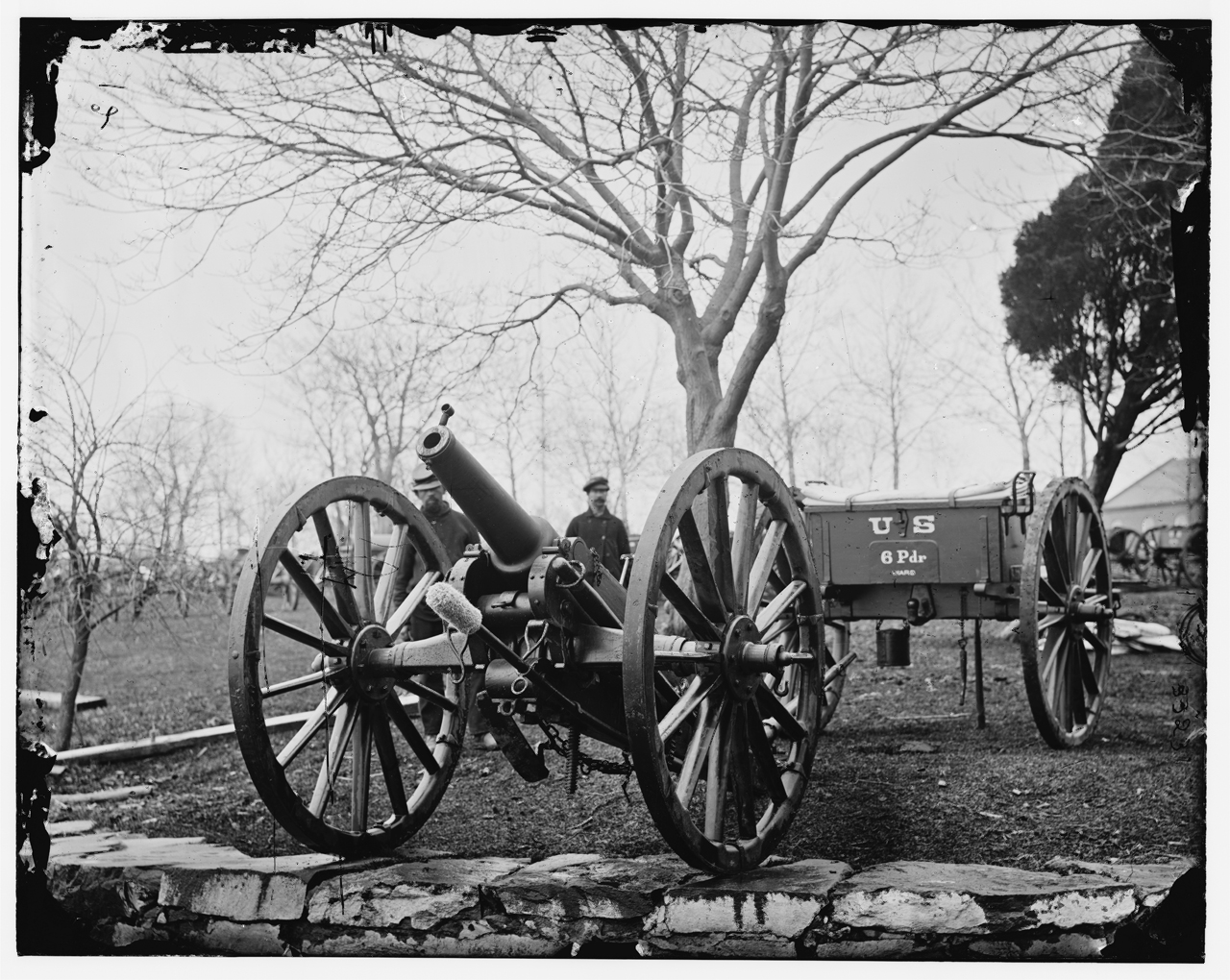

Нарезное орудие Уиарда — полустальное артиллерийское орудие, изобретённое Норманом Уиардом. В период 1861-1862 годов на оружейной фабрике О'Доннелла в Нью-Йорке было изготовлено примерно 60 экземпляров. «Будучи, судя по всему, прекрасным оружием, они были не очень популярны».
Уиард спроектировал орудие в двух вариантах: 6-фунтовое нарезное калибром 2,6 дюйма и 12-фунтовое гладкоствольное калибром 3,67 дюйма.
Ствол 6-фунтового орудия был 53 дюйма длиной, весил 735 фунтов и при возвышении 35° и пороховом заряде 0,75 фунтов выбрасывал 6-фунтовые снаряды Гочкиса на расстояние 7000 ярдов.
Ствол отливали из пудлингового ковкого железа (полустали) и устанавливали на специально спроектированный Уиардом колесный лафет. Станины лафета были разнесены достаточно далеко, чтобы ствол беспрепятственно качался на цапфах. Уиард перенес колесную ось и добавил длинный подъемный винт, благодаря чему стала возможна стрельба на возвышениях до 35°. При перевозке лафеты можно было размещать вплотную друг к другу, что позволяло экономить место. Также в числе нововведений были плоская опорная плита с металлическим ребром, которое не позволяла сошникам зарываться в землю при отдаче и более удачная система тормозов, не повреждающих железные ободы колес.